# Конгрегація в справах духовенства
Конгрега́ція в спра́вах духовенства (лат. Congregatio pro Clericis) — одна з дев'яти конгрегацій Римської курії, займається, головним чином, справами духовенства та церковного майна. Очолює конгрегацію кардинал Беніаміно Стелла, секретар — Жоель Мерс'є.

## Історія
Конгрегація у справах Духовенства історично сходить до Конгрегації кардиналів по виконанню та тлумачення постанов Тридентського собору, утвореної папою римським Пієм IV 2 липня 1564 на підставі motu proprio Alias Non Nonnulas.
Відповідно до апостольської конституцією Папи римського Пія X Sapienti Concilio від 29 червня 1908 року, конгрегація стала займатися насамперед питаннями дисципліни духовенства та проведення синодів.
Папа римський Павло VI апостольської конституцією Regimini Ecclesiae Universae від 15 серпня 1967 залишив у компетенції конгрегації справи єпархіального духовенства, а також ввів в її структуру Міжнародну комісію з питань катехизації.

## Структура та обов'язки
Конгрегація у справах Духовенства має 3 підрозділи:
- по обов'язкам і діяльності духовенства;
- з питань апостольства і катехізації;
- з питань майна Церкви.

Папа римський Іван-Павло II допомогою motu proprio Inde a pontificatus Nostri initio від 25 березня 1993 року спочатку заснував при даній Конгрегації Комісію з питань культурних цінностей Церкви; на даний час комісія автономний статус.
До складу конгрегації входить Міжнародна рада з катехизації.
30 січня 2009 року Папа Римський Бенедикт XVI розширив повноваження Конгрегації, наділивши її владою затверджувати діоцезних єпископів про позбавлення статусу клірика священиків і дияконів, що самовільно покинуло служіння на термін понад 5 років, або що уклали цивільний шлюб на порушення добровільно взятого зобов'язання целібату; при цьому Конгрегація в справах духівництва дістала право одночасно звільняти згаданих кліриків від цього зобов'язання (раніше цими питаннями завідувала Конгрегація Віровчення, а звільнення (диспенсація) від целібату не надавалась одночасно з утратою статусу клірика й потребувала особистого затвердження від Папи Римського після окремого судового процесу).

## Кардинали-префекти
- 1564—1565: Карло Борромео
- Анджело Ді П'єтро — (1893—1902);
- Вінченцо Ваннутеллі — (1902—1908);
- Казиміро Дженнарі — (1908—1914);
- Франческо де Паола Касетта — (1914—1919);
- Донато Збарретті — (1919—1930);
- Джуліо Серафіні — (1930—1938);
- Луїджі Мальоне — (1938—1939);
- Франческо Мармаджі — (1939—1949);
- Джузеппе Бруно — (1949—1954);
- П'єтро Чіріачі — (1954—1966);
- Жан-Марі Війо — (1967—1969);
- Джон Джозеф Райт — (1969—1979);
- Сільвіо Одді — (1979—1986);
- Антоніо Інноченті — (1986—1991);
- Хосе Томас Санчес — (1991—1996);
- Даріо Кастрільон Ойос — (про-префект 1996—1998, префект 1998 — 31 жовтня 2006);
- Клаудіу Хуммес — (31 жовтня 2006—7 жовтня 2010);
- Мауро П'яченца — (7 жовтня 2010—21 вересня 2013);
- Беніаміно Стелла — (з 21 вересня 2013).

## Виноски
1. ↑  Новые полномочия Конгрегации по делам духовенства. Архів оригіналу за 11 березня 2012. Процитовано 22 березня 2013.